# Parc provincial E. C. Manning
Le parc provincial E. C. Manning est un parc provincial de la Colombie-Britannique, au Canada.

## Toponymie
Le parc a été nommé en l'honneur de Ernest Callaway Manning (1890-1941), forestier en chef de la Colombie-Britannique de 1936 à 1941.  Il meurt à la suite d'un accident d'avion en février 1941.

## Géographie
Le parc de 708,44 km2 est situé au sud de la Colombie-Britannique, sur la frontière avec l'Washington, aux États-Unis. Le parc est situé à la fois dans les districts régionaux de Fraser Valley et de Okanagan-Similkameen.
Le parc partage ses limites avec plusieurs autres aires protégées, soit le parc provincial de Skagit Valley et l'aire de loisir Cascade en Colombie-Britannique.  Dans l'État de Washington, il partage ses limites avec la forêt nationale d'Okanogan (Okanogan National Forest) et l'aire nationale récréative de Ross Lake (Ross Lake National Recreation Area). Le parc est situé au terminus nord du sentier de grande randonnée Pacific Crest Trail.